# Juventude de Saurimo
Juventude Atlética FC de Saurimo, kurz Juventude de Saurimo, ist ein angolanischer Fußballverein aus Saurimo, Hauptstadt der Provinz Lunda Sul.
Der Klub empfängt seine Gäste im 15.000 Zuschauer fassenden städtischen Estádio Municipal das Mangueiras. Auch der Lokalrivale CD Progresso da Lunda Sul spielt dort.

## Geschichte
Bei seiner Gründung 2018 hieß der Klub Bikuku FC, nach seinem Förderer und Mitbegründer, dem Unternehmer Ernesto dos Santos Lino, genannt Santos Bikuku. Danach trug der Klub den Namen Saurimo Futebol Clube, kurz Saurimo FC. Seit 2019 heißt er Juventude de Saurimo (port. für Jugend von Saurimo).
2018 startete der Bikuku FC gleich in der zweiten Liga, dem zweigleisigen Gira Angola (auch Segundona genannt). Am Ende der Saison stieg der Klub als Gruppenerster der Gruppe B in die erste Liga auf, dem Girabola.
Seine erste Saison im angolanischen Oberhaus, die Girabola 2018/19, beendete das Team als Tabellenletzter und stieg wieder in die zweite Liga ab. Parallel wurde auch der Vereinsname zur heutigen Bezeichnung geändert. Seine Teilnahme am Ligabetrieb zog der Klub zum Saisonstart 2019 jedoch zurück.
Zur Saison 2020 startete der Klub dann wieder in der Gruppe B der zweiten Liga.

## Erfolge
- 2019: Aufstieg in die erste Liga Girabola